# Aulnois
För andra betydelser, se Aulnois (olika betydelser).
Aulnois är en kommun i departementet Vosges i regionen Grand Est (tidigare regionen Lorraine) i nordöstra Frankrike. Kommunen ligger i kantonen Bulgnéville som tillhör arrondissementet Neufchâteau. År 2022 hade Aulnois 165 invånare.

## Befolkningsutveckling
Antalet invånare i kommunen Aulnois
| Referens: INSEE |